# Enontekiö
Enontekiö (szw. Enontekis, płn-saami: Eanodat) – gmina w Finlandii, w regionie Laponia, podregionie Tunturi-Lappi. Znajduje się na północnym zachodzie kraju, pomiędzy Norwegią a Szwecją. Najwyższy punkt Finlandii, Haltiatunturi (1328 m n.p.m.), znajduje się w północnej części Enontekiö, w Górach Skandynawskich.
Powierzchnia gminy wynosi prawie 8400 km², a populacja zaledwie około 1900 osób. Gospodarka opiera się głównie na turystyce i hodowli reniferów. Centrum administracyjnym gminy jest Hetta. 7 km na zachód od niej znajduje się port lotniczy Enontekiö.